# Saint-Bonnet-de-Salendrinque
Saint-Bonnet-de-Salendrinque är en kommun i departementet Gard i regionen Occitanien i södra Frankrike. Kommunen ligger i kantonen Lasalle som tillhör arrondissementet Le Vigan. År 2022 hade Saint-Bonnet-de-Salendrinque 124 invånare.

## Befolkningsutveckling
Antalet invånare i kommunen Saint-Bonnet-de-Salendrinque
Referens:INSEE